# Сіволлс-Пойнт (Флорида)
Сіволлс-Пойнт (англ. Sewall's Point) — місто (англ. town) в США, в окрузі Мартін штату Флорида. Населення — 1991 особа (2020).

## Географія
Сіволлс-Пойнт розташований за координатами 27°11′49″ пн. ш. 80°11′56″ зх. д. / 27.19694° пн. ш. 80.19889° зх. д. (27.197011, -80.198858).  За даними Бюро перепису населення США в 2010 році місто мало площу 10,72 км², з яких 3,07 км² — суходіл та 7,65 км² — водойми.

## Демографія
Згідно з переписом 2010 року, у місті мешкало 1996 осіб у 793 домогосподарствах у складі 633 родин. Густота населення становила 186 осіб/км².  Було 890 помешкань (83/км²).
Расовий склад населення:
| - 97,5 % — білих - 1,0 % — азіатів - 0,6 % — чорних або афроамериканців - 0,1 % — вихідців з тихоокеанських островів |

До двох чи більше рас належало 0,5 %. Частка іспаномовних становила 3,1 % від усіх жителів.
За віковим діапазоном населення розподілялося таким чином: 21,6 % — особи молодші 18 років, 54,5 % — особи у віці 18—64 років, 23,9 % — особи у віці 65 років та старші. Медіана віку мешканця становила 51,5 року. На 100 осіб жіночої статі у місті припадало 92,5 чоловіків;  на 100 жінок у віці від 18 років та старших — 90,5 чоловіків також старших 18 років.
Середній дохід на одне домашнє господарство  становив 161 133 долари США (медіана — 107 813), а середній дохід на одну сім'ю — 191 222 долари (медіана — 133 750). Медіана доходів становила 113 698 доларів для чоловіків та 60 652 долари для жінок. За межею бідності перебувало 2,6 % осіб, у тому числі 0,0 % дітей у віці до 18 років та 1,2 % осіб у віці 65 років та старших.
Цивільне працевлаштоване населення становило 894 особи. Основні галузі зайнятості: освіта, охорона здоров'я та соціальна допомога — 29,4 %, науковці, спеціалісти, менеджери — 16,7 %, мистецтво, розваги та відпочинок — 11,2 %, фінанси, страхування та нерухомість — 10,3 %.